# 释纯一
释纯一（1964年1月—），男，汉族，江西人，中国佛教僧人，现任中国佛教协会副会长，江西省佛教协会会长，南昌佑民寺方丈。